# Juegos Mentales
Juegos mentales, más conocida como Brain Games, es una serie de televisión que trata y explora los componentes del cerebro humano y su funcionamiento. Presentado por Jason Silva, este programa emplea expertos en ciencia cognitiva, neurociencia y psicología. El espectáculo es interactivo, animando a los espectadores a participar en los experimentos, o en "juegos mentales", que se centran en los principales temas que se abordan en cada episodio. La serie debutó en el canal de National Geographic en 2011 como un especial. Neil Patrick Harris fue el narrador en esa primera temporada. Posteriormente, en 2013, el programa regresó como una serie regular. Retorno que tuvo un récord de audiencia entre las series originales de National Geographic con 1.5 millones de televidentes.

## Presentadores
Neil Patrick Harris fue el narrador invisible en la primera temporada, reemplazado por Jason Silva durante el resto de la serie como presentador y narrador; además, el artista de juegos de manos Apollo Robbins ha sido un consultor frecuente e invitado ilusionista en el programa. Con el paso del tiempo, el mago Eric Leclerc asumió este papel en las temporadas 4 y 5. El programa es interactivo y alienta a los televidentes, a menudo junto con un puñado de voluntarios vivos, a participar en experimentos visuales, auditivos y cognitivos, o "cerebros", juegos", que enfatizan los puntos principales presentados en cada episodio. Expertos como Sri Sarma también explican por qué los humanos reaccionan de cierta manera debido al cerebro.
La serie se considera aceptable para su uso en créditos E/I , y Litton Entertainment agregó reposiciones reutilizadas del programa a su bloque One Magnificent Morning en el otoño de 2017.
En diciembre de 2019, se anunció que un nuevo formato de esta serie, presentado por Keegan-Michael Key , se estrenaría el 20 de enero de 2020; El neurocientífico Daniel Levitin fue contratado como consultor de guiones para la temporada para garantizar la precisión. Su adelanto se jugó el 29 de diciembre de 2019. El 17 de enero de 2020 se anunció una novena temporada, pero la producción se retrasó debido a la pandemia de COVID-19 . La novena temporada se denominó "Brain Games: On the Road", y fue presentada por Chuck Nice y se estrenó tanto en National Geographic como en Disney+ .

## Producción
National Geographic anunció que el programa regresaría como un evento en vivo de 2 horas en el otoño de 2018, pero hasta abril de 2020 no se ha transmitido ningún evento en vivo.

## Integrantes de la serie
- Jason Silva – presentador
- Apolo Robbins – especialista de engaño (Prestidigitador)
- Eric LeClerc – ilusionista
- Max Darwin – ilusionista
- Ben Baily - cómico
- Steve Schrripa
- Shara Ashley Zeiger – improvisador
- Bill Hobbs – autor
- Jordania Hirsch – improvisador
- Amanda Hirsch – improvisador
- Brady Barr
- Coren Apicella - Psicólogo , Universidad de Pensilvania
- Jim Coan - Psicólogo , University of Virginia
- Sri Sarma - Asst. Profesor , Johns Hopkins University
- Jonah Berger - Universidad de Pensilvania
- Brian Scholl - Universidad Yale
- Kamran Fallahpour - Centro de Investigación del cerebro
- Art Shapiro - Universidad americana
- Frans De Waal - Universidad Emory
- Helen Fisher - Antropólogo , Rutgers Universidad
- Chess Stetson - Instituto Tecnológico de California Caltech
- Joshua Ackerman - MIT
- Mark Changizi - Neurobiólogo teórico
- Shankar Vedantam - NPR Corresponsal de Ciencia
- Amy Bastian
- Susan Carnell
- Suzzane Dikker
- Karen Wyn
- Dan Simons

## Lista de episodios

### Temporada 1 (2011)
Temporada 1 consta de tres episodios pilotos de una hora de duración.
| N.º | 1ª Emisión | Título            | Título original | Argumento                                                                   |
| --- | ---------- | ----------------- | --------------- | --------------------------------------------------------------------------- |
| 1   | 09/10/2011 | Ver para creer    | Watch this!     | Explora las ilusiones ópticas y cómo nuestra mente puede confundirnos.      |
| 2   | 09/10/2011 | ¡Presta atención! | Pay Attention!  | David Copperfield explora cómo utilizamos nuestra atención en el día a día. |
| 3   | 09/10/2011 | Buena memoria     | Remember this   | Exdetective Greg Walsh muestra las debilidades de la memoria.               |

### Temporada 2 (2013)
Consta de 12 episodios.
| N.º | Título                      | Título original         | 1ª Emisión | Argumento |
| --- | --------------------------- | ----------------------- | ---------- | --- |
| 1   | Trucos de concentración     | Focus Pocus             | 22/02/2013 | Remarca nuestra idea equivocada de que el cerebro tiene capacidad de focalizar su atención en lo importante en un momento dado. |
| 2   | Hablemos del tiempo         | It's About Time         | 22/04/2013 | ¿Por qué el tiempo vuela cuando nos divertimos y se ralentiza cuando estamos en peligro?                                        |
| 3   | La conmoción del tiempo     | Motion Commotion        | 29/04/2013 | Explora cómo su cerebro utiliza y reacciona al movimiento con el fin de tomar decisiones.                                       |
| 4   | No tengas miedo             | Don't Be Afraid         | 29/04/2013 | Explora cómo el miedo puede, en realidad, ser bueno para uno.                                                                   |
| 5   | El poder de la persuasión   | Power of Persuasion     | 06/05/2013 | Muestra cómo vendedores, anunciantes e incluso políticos manipulan tu cerebro para persuadirte.                                 |
| 6   | A que no lo sabías          | What You Don't Know     | 13/05/2013 | Enseña de qué podrías no estar dándote cuenta sobre lo que ocurre a tu alrededor.                                               |
| 7   | La batalla de los sexos (1) | Battle of the Sexes (1) | 20/05/2013 | Explora las diferencias de género.                                                                                              |
| 8   | Ver para creer              | Seeing is Believing     | 27/05/2013 | Las ilusiones destacan cómo las percepciones visuales pueden de repente y por sorpresa desaparecer.                             |
| 9   | Tú decides                  | You Decide              | 03/06/2013 | Un equipo de expertos muestran cómo podrías no ser dueño de tu propio destino.                                                  |
| 10  | Si no los usas lo perderás  | Use it or Lose it       | 10/06/2013 | El cerebro es como los músculos: cuanto más lo utilizas más fuerte se hace.                                                     |
| 11  | Ilusión y confusión         | Illusion Confusion      | 17/06/2013 | Las ilusiones ópticas destacan cómo de poderosa puede ser nuestra mente.                                                        |
| 12  | Mentiroso                   | Liar, Liar              | 24/06/2013 | Aprende cómo determinar si alguien miente.                                                                                      |

### Temporada 3 (2014)
Consta de 10 episodios.
| N.º | Título                    | Título original    | 1ª Emisión | Argumento |
| --- | ------------------------- | ------------------ | ---------- | --------- |
| 1   | A todo color              | In Living Color    | 13/01/2014 |           |
| 2   | Las leyes de la atracción | Laws of Attraction | 13/01/2014 |           |
| 3   | Confía en mí              | Trust Me           | 20/01/2014 |           |
| 4   | La batalla de la edad     | Battle of the Ages | 20/01/2014 |           |
| 5   | Prueba de estrés          | Stress Test        | 27/01/2014 |           |
| 6   | ¿Qué está pasando?        | What's Going On?   | 03/02/2014 |           |
| 7   | Reeducar el cerebro       | Retrain your Brain | 24/02/2014 |           |
| 8   | La mente y el cuerpo      | Mind your Body     | 03/03/2014 |           |
| 9   | Participa para ganar      | In It To Win It    | 10/03/2014 |           |
| 10  | Sigue al líder            | Follow The Leader  | 17/03/2014 |           |

### Temporada 4 (2014)
Consta de 10 episodios.
| N.º | Título                      | Título original             | 1ª Emisión | Argumento |
| --- | --------------------------- | --------------------------- | ---------- | --------- |
| 1   | Compasión                   | Compassion                  | 14/07/2014 |           |
| 2   | Adicción                    | Addiction                   | 14/07/2014 |           |
| 3   | Lenguaje                    | Language                    | 21/07/2014 |           |
| 4   | Riesgo                      | Risk                        | 21/07/2014 |           |
| 5   | La batalla de los sexos (2) | Battle of the Sexes (2)     | 28/07/2014 |           |
| 6   | Supersticiones              | Superstitions               | 28/07/2014 |           |
| 7   | Alimentos                   | Food                        | 04/08/2014 |           |
| 8   | El enojo                    | Anger                       | 11/08/2014 |           |
| 9   | Patrones                    | Patterns                    | 18/08/2014 |           |
| 10  | Intuiciones                 | Intuitions                  | 25/08/2014 |           |
| 11  | Mente versus cuerpo         | Mind vs. Body (Compilation) | 05/09/2014 |           |
| 12  |                             | Brain Trust (Compilation)   | 05/09/2014 |           |
| 13  | Juego limpio                | Fair Game (Compilation)     | 12/01/2015 |           |

### Temporada 5 (2015)
Consta de 10 episodios.
| N.º | Título                   | Título original | 1ª Emisión | Argumento |
| --- | ------------------------ | --------------- | ---------- | --------- |
| 1   | El sentido común         | Common Sense    | 19/01/2015 |           |
| 2   | Izquierda contra derecha | Left vs. Right  | 19/01/2015 |           |
| 3   | Moralidad                | Morality        | 26/01/2015 |           |
| 4   | Dinero                   | Money           | 02/02/2015 |           |
| 5   | Fenómenos paranormales   | Paranormal      | 09/02/2015 |           |
| 6   | La memoria               | Memory          | 16/02/2015 |           |
| 7   | Malentendido             | Misconceptions  | 23/02/2015 |           |
| 8   | La presión de grupo      | Peer Pressure   | 02/03/2015 |           |
| 9   | La lógica                | Logic           | 09/03/2015 |           |
| 10  | Rostros                  | Faces           | 16/03/2015 |           |

### Temporada 6 (2015)
Consta de 6 episodios.
| N.º | Título                  | Título original                | 1ª Emisión | Argumento |
| --- | ----------------------- | ------------------------------ | ---------- | --------- |
| 1   | El pensamiento positivo | Positive Thinking              | 28/06/2015 |           |
| 2   | Estafas                 | Scams                          | 28/06/2015 |           |
| 3   | Dormir                  | Sleep                          | 28/06/2015 |           |
| 4   | Perspectiva             | Perspective                    | 28/06/2015 |           |
| 5   | Animales contra humanos | Animal vs. Human               | 29/06/2015 |           |
| 6   | Imaginación             | Imagination                    | 19/06/2015 |           |
| 7   |                         | Try this at home (Compilation) | 26/10/2015 |           |

### Temporada 7 (2016)
Consta de 6 episodios.
| N.º | Título | Título original       | 1ª Emisión | Argumento |
| --- | ------ | --------------------- | ---------- | --------- |
| 1   |        | Meet the Brain        | 14/02/2016 |           |
| 2   |        | The God Brain         | 21/02/2016 |           |
| 3   |        | Brains behaving Badly | 28/02/2016 |           |
| 4   |        | Life of the Brain     | 06/03/2016 |           |
| 5   |        | Super Senses          | 13/03/2016 |           |
| 6   |        | The Survivor Brain    | 20/03/2016 |           |